# Immigration Policy 2.0
Immigration Policy 2.0 es un proyecto de la Unión Europea que pretende facilitar la participación e involucrar a los ciudadanos que la integran en las políticas de inmigración enmarcadas en el Competitiveness and Innovation Framework Programme (CIP).
Las organizaciones gubernamentales de la UE están desarrollando nuevos modos de ser más efectivos en el control de los flujos migratorios de los 27 países miembros. Para este propósito, el objetivo del proyecto, el cual comenzó en septiembre de 2010 y finalizará en agosto de 2013, es centralizar las inquietudes y demandas de los ciudadanos a través de una plataforma digital que conecte con la comunidad a través de políticas basadas en procesos de desarrollo colaborativo.
La web 2.0 bajo el soporte de políticas de modelado logra que se centralicen los servicios y procesar las diversas demandas  a través de acciones armonizadas (user friendly). Mientras que estos servicios serán destinados a conseguir que los ciudadanos tomen decisiones responsables en función de la información suministrada.

## Vertientes de actuación
- Fortalecer a las administraciones públicas, los políticos y la toma de decisiones con el fin de trabajar y colaborar sobre políticas de inmigración de la UE.
- Facilitar la creación de grupos sociales de inmigrantes legales con el propósito de que sean informados y a su vez se evalúen este tipo de políticas basadas en la auditoría de estados de opinión pública

## Consorcio de fabricantes y soporte
Immigration Policy 2.0 aprovecha las ventajas que ofrecen tecnologías como BPM (Business Process Modelling) o  ICT (Information and Communications Technology) con partners como BOC Group (BPM), ATOS (social media technology) o Singular Logic (Middleware, Open Survey System and Databases).

## Objetivos
Esta plataforma europea provee de un punto de encuentro común con servicios integrados por procesos modulados. La información recogida queda almacenada en la nube (host information) con el fin de ser utilizada para la legislación en materias de inmigración. Entre sus funciones se encuentran:
- Toma de decisiones para las directivas de la UE y sedes municipales
- Herramientas de apoyo para las políticas de inmigración en la UE
- Creación de procesos y procedimientos aptos para la inmigración entre países
- Creación y recogida de documentos civiles
- Consecución de nuevas políticas legislativas

Existe en la actualidad una gran dificultad por cuantificar la lucha contra el fraude fiscal y la explotación de inmigrantes ilegales, en una coyuntura en la que los países europeos se encuentran en pleno proceso de ajustes debido a la crisis financiera que se inició en el año 2008. 
Una de las claves para combatir la explotación de la inmigración es encontrar nuevas formas de monitorización para el análisis de estos movimientos ilegales a través de la denominada web semántica. Una barrera con la que se puede encontrar la UE en este cometido se encuentra en las diferentes políticas legales que adopta cada uno de los países en sus fronteras.
La nueva era Web 2.0 basada en la colaboración y creación de contenido de los propios ciudadanos, o el fenómeno de la década,  la explosión de las redes sociales son analizados por la UE con el fin de erradicar la economía sumergida, que actualmente cifran los expertos entre el 10% y el 20% del producto interior bruto (PIB) de la Unión Europea.

## FP7
El Séptimo Programa Marco (FP7 - Framework Programme 7) es una serie de Programas Marco multi-anuales que han sido el principal instrumento de la Unión Europea para financiar la investigación y el desarrollo desde 1984 - de acuerdo con lo previsto en el Tratado que estableció la Comunidad Europea-. 
Se lo considera el principal instrumento de la Unión Europea para el financiamiento de investigación científica y el desarrollo tecnológico para el período 2007-2013, es uno de los elementos más importantes en la materialización de la agenda de Lisboa para el crecimiento y la competitividad.

## Servicios tecnológicos ofrecidos
- Servicios de Investigación y búsqueda
- Servicios de Extracción de conocimiento
- Servicios de gestión y modelado (GMMS, Governmental Management and Modelling Service)
- Sincronización y homogeneización de servicios de políticas de inmigración
- Servicios de bases de datos (ODSS, Open Debate Suport Services)